# Abtei von Saint-Claude
Die Abtei von Saint-Claude – auch Kloster Condat sowie Kloster Saint-Oyend-de-Joux genannt – war eines der ältesten Benediktinerklöster in Frankreich, von dem sich jedoch nur wenige Reste erhalten haben. Es bestand von seiner Gründung um 420 bis zur Auflösung im Jahr 1742 und war in der heutigen Stadt Saint-Claude gelegen.

## Geschichte

### Frühmittelalter

#### Gründung des Klosters

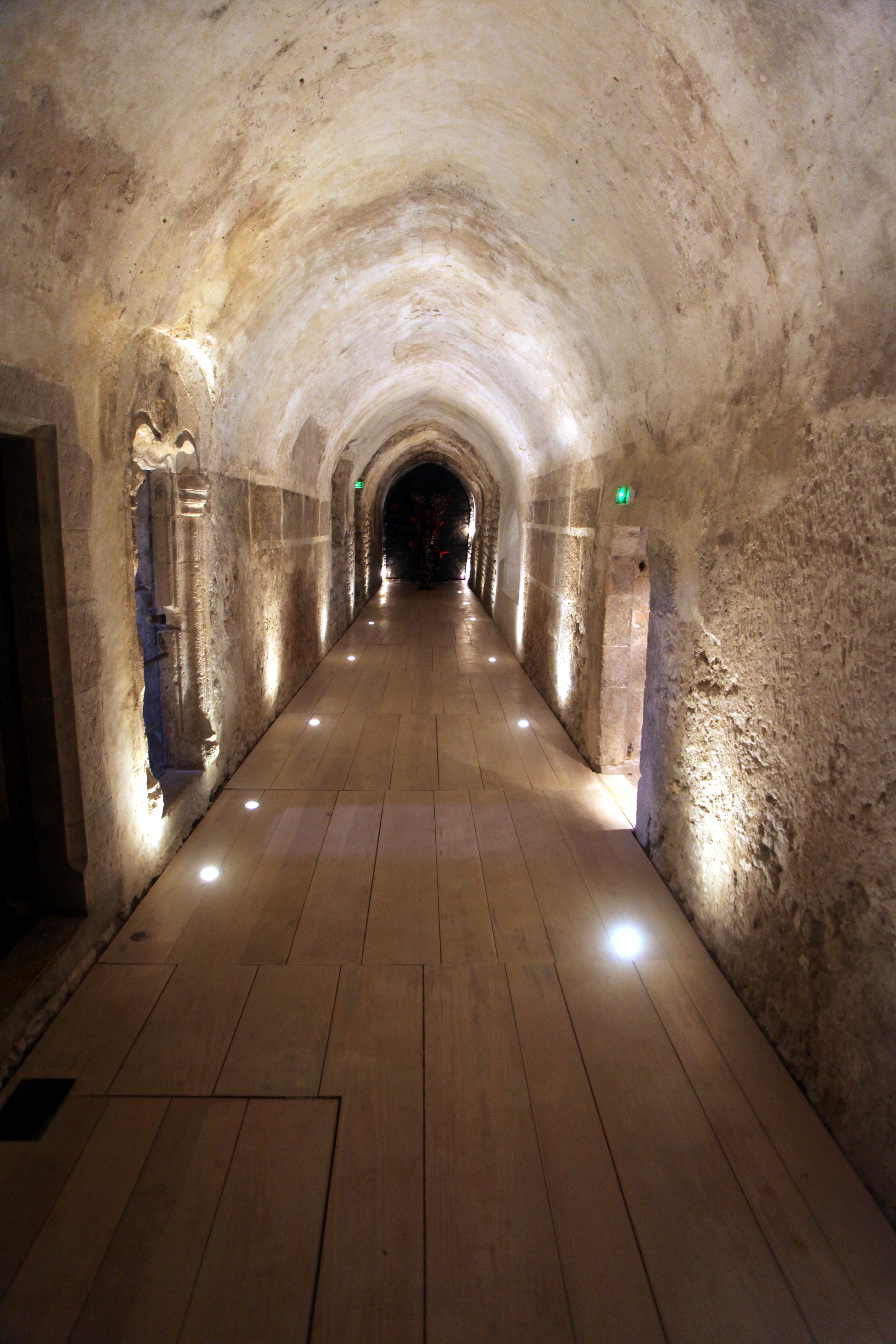
Großer Kreuzgang des Klosters Condat, heute im Abteimuseum von Saint-Claude

Um das Jahr 420 begab sich der aus einer wohlhabenden Familie stammende Gallorömer Romanus von dem in der Maxima Sequanorum gelegenen Vicus Izernore auf der Suche nach Spiritualität in die Wälder des Jura, die sich in der Nähe seines Familiengutes befanden. In einer Grotte über der Stelle, wo die beiden Flüsse Bienne und Tacon zusammentreffen, gründete er, nahe einer Siedlung, die den Übergang in das Schweizer Mittelland bewachte, eine Einsiedelei, die nach dem keltischen Wort condate (Zusammenfluss) Condadisco genannt wurde.
Bald schlossen sich ihm sein Bruder Lupicinus und weitere Mönche an – erste Zellen wurden im Schatten der Grotte erbaut und es entstand eine Klostergemeinschaft, die sich an den Mönchsregeln von christlichen Heiligen wie Basilius der Große, Pachomios und Johannes Cassianus orientierte. Deren Regeln schrieben ein strenges Fasten vor, die Mönche hatten ein fast ununterbrochenes Schweigen einzuhalten und der Tag war dem Lob Gottes durch harte körperliche Arbeit gewidmet.
Bereits im Jahr 445 war die Klostergemeinschaft so stark angewachsen, dass Lupicinus etwa sechs Kilometer entfernt, auf dem Gebiet des heutigen Saint-Lupicin, ein weiteres Kloster unter dem Namen Laucone gründete und einen Teil der Mönche in das Priorat mitnahm. Um 450 schließlich trat die Schwester von Romanus und Lupicinus, Iola, in die Abtei ihres Bruders Romanus ein und gründete im nahegelegenen Pratz als weiteres Priorat das Frauenkloster Balma, welches später den Namen Saint-Romain-de-Roche erhielt und von Iola im Sinne strengster Askese geleitet wurde.
Da sich im Laufe der Jahre der wirtschaftliche Unterhalt von drei Klöstern und die Ernährung einer Vielzahl von Mönchen und Nonnen in der kargen Landschaft des Jura als zunehmend schwierig gestaltete, begaben sich Romanus und Lupicinus an den Hof des Burgundenkönigs Chilperich I. in Genf, um seine Hilfe zu erbitten. Der Monarch stiftete den Klöstern daraufhin weitere Ländereien, eine jährliche Schenkung von Getreide und Wein sowie regelmäßige Einkünfte aus dem königlichen Vermögen.

#### Der heilige Eugendus
Der Sohn des Priesters von Izernore, Eugendus (frz. Saint Oyend), wurde als siebenjähriges Kind um 457 von seinem Vater dem Kloster Condat übergeben, wo er von Romanus und Lupicinus erzogen und in lateinischer und griechischer Literatur sowie der Heiligen Schrift unterrichtet wurde. Später trat er dem Mönchskollegium von Condat bei und verließ das Kloster zu seinen Lebzeiten nie wieder. Trotz seines zutiefst christlichen Lebens in Gebet und Enthaltsamkeit lehnte es Eugendus stets ab, sich zum Priester weihen zu lassen – dennoch trat er 495 nach dem Tod seines Vorgängers Minausius ohne Ordination als 4. Abt des Klosters Condat dessen Nachfolge an.
Nach einem verheerenden Brand zu Beginn des 6. Jahrhunderts, dem die Abtei zum Opfer fiel, ließ Eugendus die hölzernen Klostergebäude in Stein erneuern sowie erweitern und beendete durch die Errichtung von Dormitorium, Skriptorium und Bibliothek die eremitische Klosterführung seiner Vorgänger endgültig. Unter seiner Leitung entwickelte sich die Abtei Condat zum religiösen Zentrum des Hochjura und einem Ort besonderer Gelehrsamkeit. In der Klosterschule wurden führende Geistliche ihrer Zeit unterrichtet und ausgebildet – so der heilige Leutfred von Évreux sowie die späteren Erzbischöfe Romanus von Reims und der heilige Viventiolus von Lyon.
Als Eugendus im Jahr 510 im Alter von sechzig Jahren verstarb, wurde er im Kloster bestattet. Sein Nachfolger im Abbatiat, Antidiole, ließ über der Grabstätte eine Kirche erbauen und stattete diese mit Reliquien der drei Apostel Petrus, Paulus und Andreas aus, die er aus Rom erhalten hatte. In der Folge entwickelte sich die Kirche Saint-Pierre und damit das Kloster Condat zum wichtigsten Wallfahrtszentrum der Maxima Sequanorum und wurde wenige Jahre später zu Ehren des Heiligen nach diesem in Kloster von Saint-Oyend umbenannt.

#### Der heilige Claudius

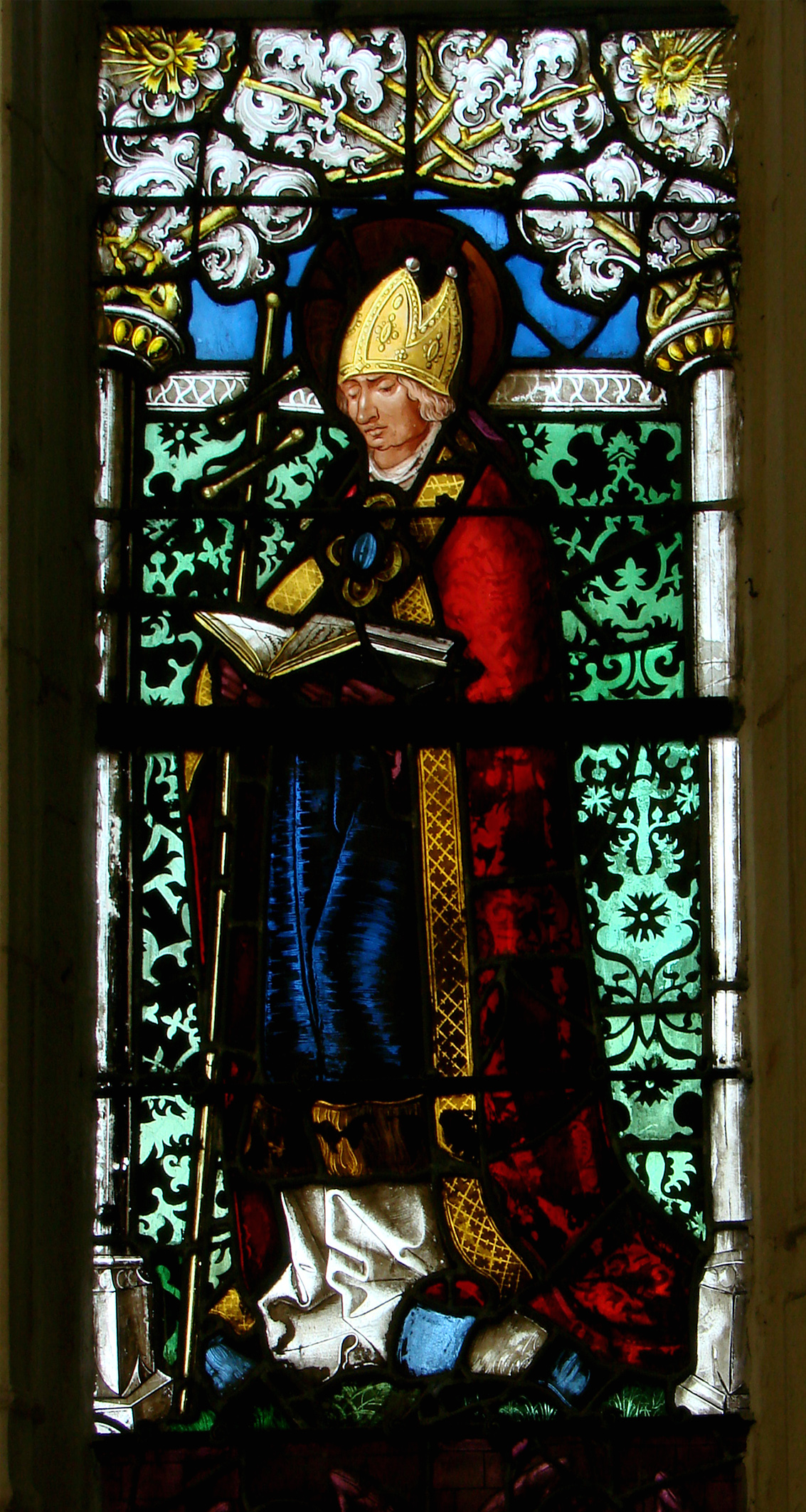
Der heilige Claudius, Fenster aus dem 16. Jh. in der Basilika St-Nicolas (Saint-Nicolas-de-Port), Frankreich

Sieben Jahre nach dem Ableben von Abt Injuriosus wurde der heilige Claudius im Jahr 681 zum 12. Abt des Klosters gewählt.
Claudius entstammte einer der ältesten römischen Familien in Burgund, der Claudia. Seine Weihen als Priester und besondere Förderung erhielt er durch Donatus von Besançon, der selbst einem anderen alten gallorömischen Geschlecht, den Waltrichen, entstammte und möglicherweise mit ihm versippt war. Mit Antritt seines Abbatiates führte er die Klosterregel seines Förderers, die Regula Donati, in der dieser Elemente aus den Ordnungen von Benedikt von Nursia, Kolumban und Caesarius von Arles kombinierte, verbindlich in der Abtei von Saint-Oyend ein.
Unter Claudius’ Herrschaft gedieh die Abtei; er ließ neue Kirchen erbauen und erwarb weitere Reliquiare, um die von Eugendus begründeten Wallfahrten in das Kloster von Saint-Oyend nachhaltig zu etablieren. Möglich gemacht wurde dies einerseits durch regelmäßige finanzielle Zuwendungen, die Claudius auf Fürsprache von Bathilde, der Witwe des Merowingerkönigs Chlodwig II., vom fränkischen Herrscherhaus in Neustrien und Burgund erhielt, sowie den religiösen Einfluss der Diözese Besançon, zu deren Erzbischof er 685 gewählt wurde – Claudius blieb aber in Personalunion Abt des Klosters Saint-Oyend und konnte dieses daher auch besonders umfangreich fördern. Schon bald nach seinem Tod im Jahr 699 begann eine beständige Wallfahrt zum Grab des Verstorbenen, die Claudius zu einem der am meisten verehrten Heiligen im mittelalterlichen Frankreich werden ließ.

#### Vom 8. Jahrhundert bis zur Mitte des 11. Jahrhunderts
Im 8. Jahrhundert erlebte die Abtei einen außerordentlichen Zuwachs an Landbesitz durch reiche Schenkungen der Karolingerherrscher Pippin dem Jüngeren sowie dessen Sohn Karl dem Großen, deren Machtausübung sich in Burgund vor allem auf Äbte wie den heiligen Hippolyt von Saint-Oyend stützte. Diese außerordentlich freigiebigen Zuwendungen durch die Karolinger waren darin begründet, dass Pippins Bruder Karlmann als Mönch in das Kloster Saint-Oyend eintrat, nachdem er, wohl unter Zwang, auf sein Amt als neustrischer Hausmeier verzichtet hatte. Die übereigneten Ländereien in den Diözesen Langres, Mâcon und Châlons ermöglichten es dem Klostervorsteher, vor Ort Priorate zu errichten und die Abtei erneut zu vergrößern – so wurde das Hauptgebäude des Klosters mit der Wallfahrtskirche Saint-Pierre durch einen großen, noch heute erhaltenen Kreuzgang verbunden.
Das Ansehen der Abtei von Saint-Oyend wuchs in der Mitte des 9. Jahrhunderts so sehr, dass Kaiser Lothar I. Abt Remigius zum Erzkaplan des Frankenreiches ernannte. Dieser Titel gab dem Abt von Saint-Oyend Vorrang vor allen Bischöfen und Erzbischöfen des Reiches und verlieh ihm die Rolle des Schiedsrichters in allen kirchlichen Angelegenheiten. Da Remigius durch dieses herausgehobene Amt zeitlich stark beansprucht war und sich den überwiegenden Teil des Jahres in der Aachener Kaiserpfalz aufhielt, vertraute er die Leitung seines Klosters seinem Prior namens Manno an. Unter diesem erfuhr das Kloster eine weitere Blüte als Hort der Gelehrsamkeit, mit einer Vielzahl von gebildeten Mönchen, die, von Manno mit Stipendien versehen zu den wichtigsten Universitäten des Frankenreiches gesandt, nach ihrer Rückkehr ihr Wissen im Skriptorium niederschrieben. 852 bestätigte Lothar I. dem Kloster alle Rechte, die seine Vorgänger der Abtei verbrieft hatten und verlieh dem Kloster Saint-Oyend das besondere Privileg der Reichsunmittelbarkeit. Manno selbst war schließlich als einer der gelehrtesten Geistlichen seiner Zeit so gerühmt, dass ihn Lothars Nachfolger Karl der Kahle im Jahr 875 zum Leiter der kaiserlichen Palastschule ernannte.
Der Machtkampf des Adels um die Vorherrschaft im Königreich Hochburgund, das sich nach dem Ende der Karolingerregentschaft gebildet hatte, und die mit diesen Wirren einhergehenden häufigen Raubzüge der Ungarn und Sarazenen trafen das reich begüterte Kloster von Saint-Oyend besonders hart. Da der burgundische König Konrad III. der Friedfertige den Übergriffen keinen Einhalt gebieten konnte, unterstellte Abt Bozo im Jahr 952 sein Kloster direkt dem Schutz von Konrads Schwager, dem römisch-deutschen Kaiser Otto I. Zwar blieb die religiöse Eigenständigkeit der Mönchsgemeinschaft unangetastet, jedoch band Otto I. die hoch angesehene Abtei fortan durch die Investitur der Äbte als reichsunmittelbares Klosterlehen eng in das Lehnswesen des Heiligen Römischen Reiches ein.

### Hoch- und Spätmittelalter

#### Das Kloster im Investiturstreit
Im Jahr 1077 verzichtete Simon von Crépy auf seine Titel als Graf von Crepy, Amiens, Vexin und Bar-sur-Aube und trat als Mönch in die Abtei von Saint-Oyend ein. Da er die dortige klösterliche Disziplin als nicht ausreichend betrachtete, sammelte er einige Gleichgesinnte unter den Mönchen um sich und zog sich mit diesen Gefährten in die Berge und Wälder des Jura zurück, um nahe der Quelle des Doubs eine Einsiedelei zu gründen, die dem Abbiat von Saint-Oyend unterstellt war und später zum Priorat von Mouthe erweitert wurde.
Im Investiturstreit geriet die Abtei in der Auseinandersetzung zwischen Kaiser Heinrich IV. und dem Papst in eine bedrohliche Situation – einerseits war Saint-Oyend als reichsunmittelbares Klosterlehen dem Kaiser als Lehensherr zur Treue verpflichtet, zum anderen verlangte die Regula Benedicti vom Kloster gegenüber dem Heiligen Stuhl in allen religiösen Fragen absoluten Gehorsam. Während der ersten Bannung des Kaisers durch Papst Gregor VII., die dieser erst mit dem Gang nach Canossa lösen konnte, blieb das Kloster von Saint-Oyend weiterhin reichstreu. Die zweite Exkommunikation Heinrichs durch Paschalis II. hatte aber zur Folge, dass Abt Humbert I. dem römisch-deutschen Kaiser die Gefolgschaft verweigerte und den Papst im Jahr 1102 bat, das Kloster Saint-Oyend unter den Schutz des Apostolischen Stuhles zu stellen. Papst Paschalis II. entsprach dieser Bitte umgehend, erhielt er doch durch dieses Vorgehen die Kontrolle über einen der bedeutendsten Verkehrswege im Heiligen Römischen Reich, da das Königreich Burgund aufgrund eines Erbvertrages seit 1033 den nun dritten Reichsteil bildete. Als besondere Geste der Dankbarkeit erlaubte es der Papst den Äbten von Saint-Oyend forthin, Mitra und Ring zu tragen, was zu jener Zeit üblicherweise den Bischöfen vorbehalten blieb. Allerdings blieb das völlige Supremat des Heiligen Stuhles über die Abtei nicht dauerhaft – nach Ende des Investiturstreites ging die weltliche Lehensherrschaft wieder auf den Kaiser des Heiligen Römischen Reiches über.

#### Das Wunder des heiligen Claudius

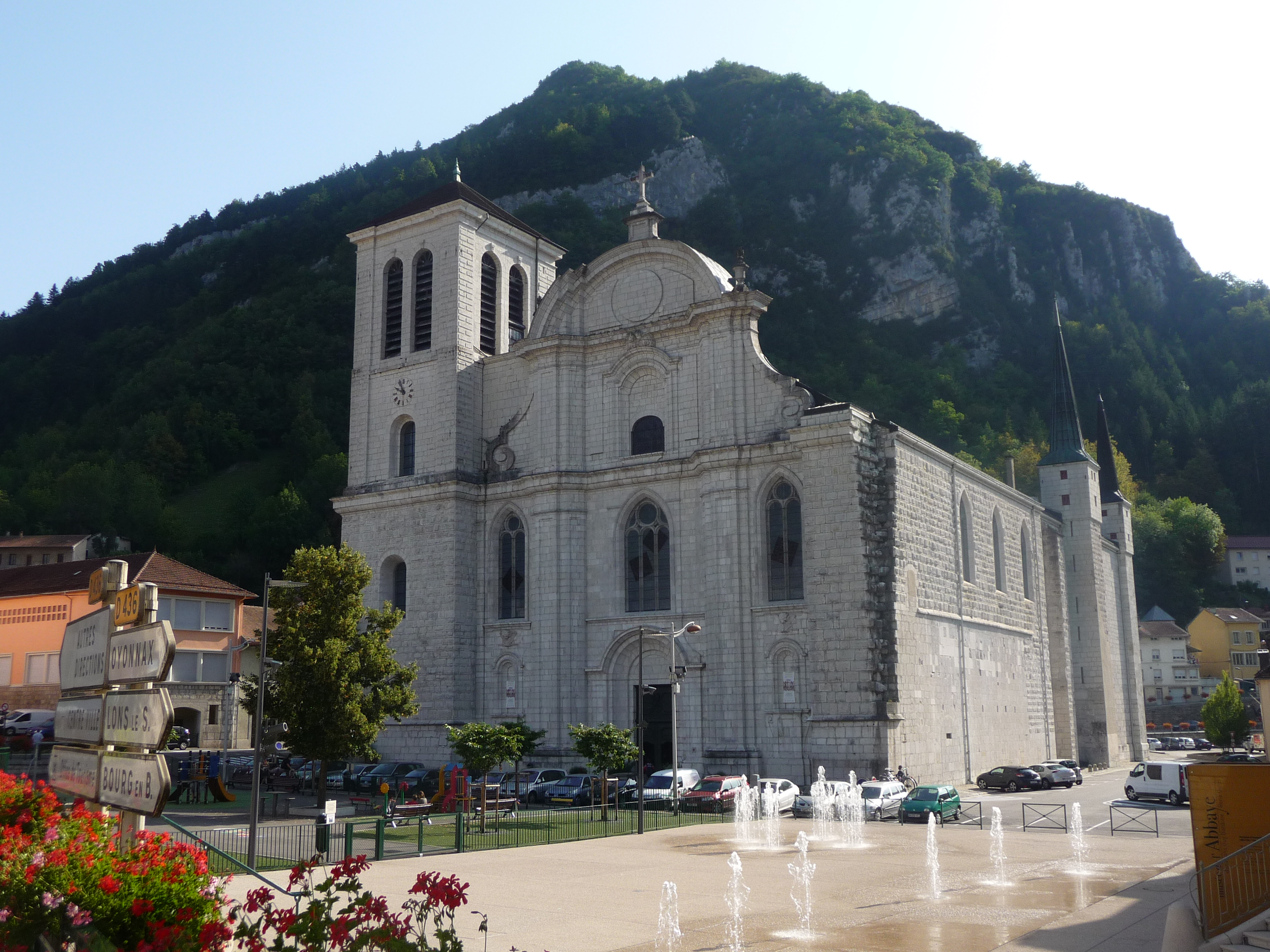
Die Kathedrale von Saint-Claude, ehemals Klosterkirche St. Peter

Mit der Ernennung von Ado II. zum Abt verschlechterte sich die wirtschaftliche Situation des Klosters Saint-Oyend dramatisch; von zeitgenössischen Quellen als intrigant, eitel und prunkliebend beschrieben, gelang es ihm nur durch den massiven Verkauf von Klostergütern, seinen luxuriösen Lebenswandel zu finanzieren. Trotz der Fürsprache von Peter von Tarentaise wurde Ado II. 1154 von Papst Anastasius IV. als Abt des Klosters abgesetzt und durch den bisherigen Prior Aymo ersetzt. Der neue Abt genoss neben dem päpstlichen Wohlwollen auch die Unterstützung des Kaisers Friedrich Barbarossa, der in einer Urkunde von 1184 alle Besitzungen und Rechtstitel der Abtei bestätigte und dem Kloster ein eigenes Münzrecht einräumte.
Um den versiegenden Pilgerstrom zur Wallfahrtskirche Saint-Pierre wieder zu beleben und damit einhergehend die rückläufigen Einnahmen des Klosters zu erhöhen, ließ Aymo die Grabstätte des zwölften Abtes Claudius öffnen und den Körper des Heiligen exhumieren. Dabei wurde der Körper des Verstorbenen in perfektem Erhaltungszustand vorgefunden und als am Tage der feierlichen Umbettung des Leichnams ein Kind in der Menge der Gläubigen zu Tode kam, aber durch eine Berührung mit dem hölzernen Schrein des Heiligen wieder zum Leben erweckt wurde, berichteten die zeitgenössische Quellen vom „Wunder von Saint-Oyend-de-Joux“, was den Strom der Pilger dauerhaft anwachsen ließ. Zu Ehren des heiligen Claudius wurde das Kloster nochmals umbenannt und trug ab diesem Zeitpunkt die offizielle Bezeichnung Abtei von Saint-Claude.
Zum Ende des 12. Jahrhunderts zählte das Kloster wieder zu den wohlhabendsten Abteien im Burgund – so besaß es vierunddreißig Priorate, 108 Kirchen und 27 Kapellen.

#### Vom 13. Jahrhundert bis zum Ende des 15. Jahrhunderts
In den kriegerischen Auseinandersetzungen um die Macht im burgundischen Reichsteil zwischen dem römisch-deutschen König Rudolf I. auf der einen und Graf Rainald von Montbéliard sowie Philipp I. von Savoyen auf der anderen Seite schlug sich die Abtei auf die Seite des Habsburgers. Rudolf bestimmte daraufhin seinen Parteigänger Johann I. von Chalon-Arlay zum ersten Klostervogt und band das Kloster eng in den Kampf gegen die französische Expansionspolitik im Hochburgund ein. Im Jahr 1299, nach dem Tod Rudolfs, ließ Abt Étienne von Saint-Cergues das Kloster befestigen und mit einem Mauerring und Türmen umgeben; zwei Jahre später sicherte er sich durch einen Vertrag den Beistand des Grafen Amadeus V. von Savoyen.
Mit dem Ausbruch des Abendländischen Schismas unterstützte das Kloster den in Avignon residierenden Gegenpapst Clemens VII., der Abt Guillaume de La Baume im Gegenzug zum Bischof des Bistums Sitten ernannte und mit päpstlicher Bulle vom 4. April 1384 die Erweiterung der Wallfahrtskirche Saint-Pierre in eine Kathedrale verfügte.
Im Laufe des folgenden Jahrhunderts litt die Einhaltung der benediktinischen Regeln zunehmend unter dem steigenden Reichtum der Abtei. Insbesondere während des Abbiates von Guy d'Usier (1438 bis 1441) nahmen die Ausschweifungen der Mönche derartige Ausmaße an, dass sich Papst Nikolaus V. gezwungen sah, apostolische Visitatoren in das Kloster von Saint-Claude zu entsenden, die im Auftrag des Papstes den Abt von seinem Amt entbanden und die benediktinische Lebensweise wiederherstellten; die Zahl der Konventsmitglieder wurde streng auf 36 reglementiert, die Einhaltung des Schweigegebotes überwacht und der Ausgang der Mönche bis auf wenige Ausnahmen völlig unterbunden.
Im Jahr 1482 unternahm der französische König Ludwig XI. eine weitere Wallfahrt zum Grab des heiligen Claudius in Saint-Claude, nachdem er die Abtei bereits 1456 als Dauphin während einer Pilgerreise besucht hatte; 1499 tat es ihm die französische Königin Anne de Bretagne gleich.

### Von der frühen Neuzeit bis zur Auflösung

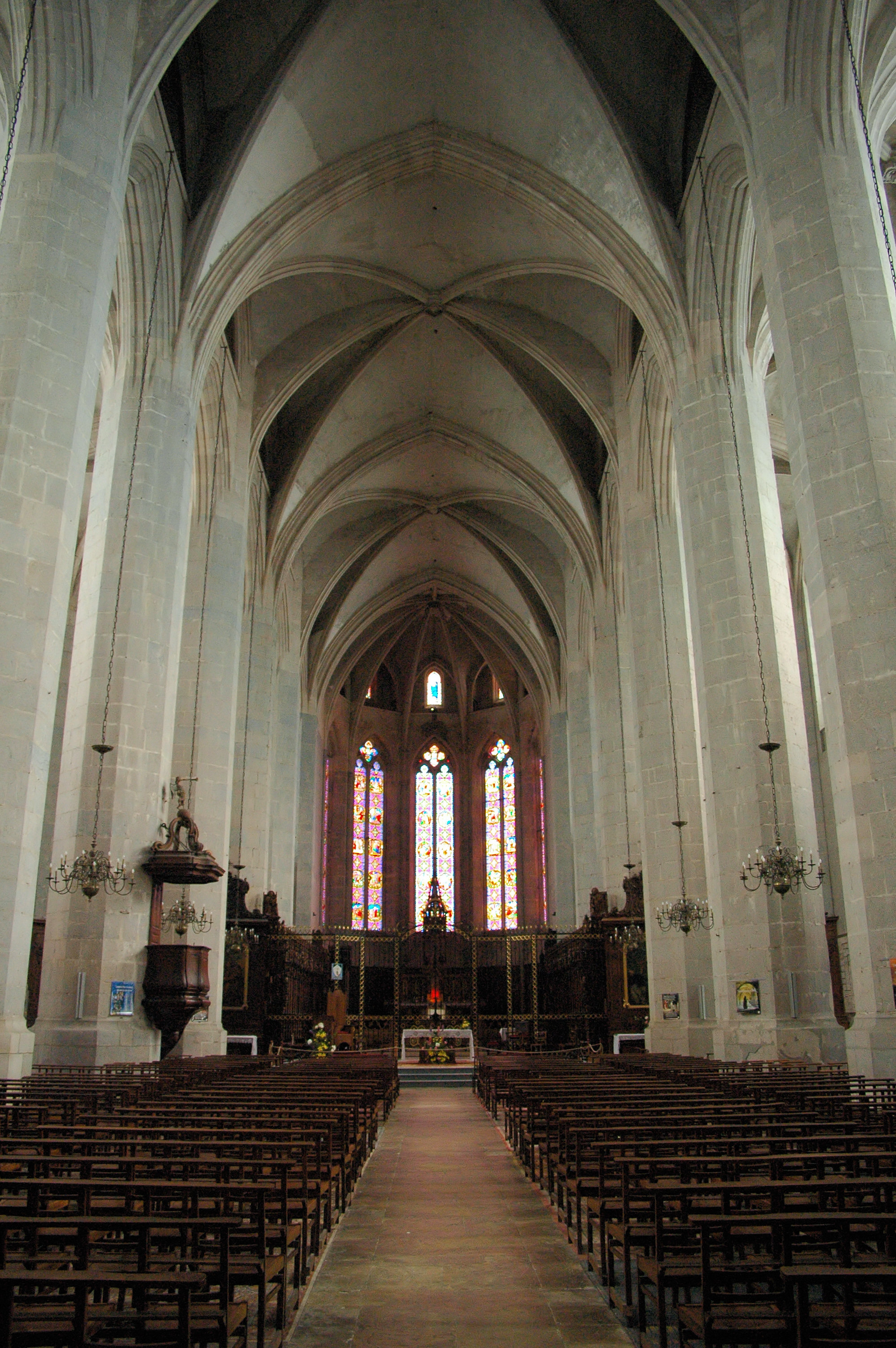
Innenansicht der Kathedrale von Saint-Claude

Ein verheerender Großbrand 1512 vernichtete einen Großteil der alten Klostergebäude und zog auch die Kathedrale schwer in Mitleidenschaft.
Im 17. Jahrhundert, während des Dreißigjährigen Krieges, wurde die Freigrafschaft Burgund von den Truppen des französischen Königs besetzt. Bevor Otto Wilhelm von Nassau-Siegen auf Anweisung des Oberbefehlshabers, Herzog Bernhard von Sachsen-Weimar, die Abtei und die Stadt Saint-Claude mit weimarischen Söldnern belagern konnte, zogen sich die im Kloster stationierten Verteidigungstruppen kampflos zurück und evakuierten die Mönche der Abtei in das Hinterland des Jura. Während die Soldaten des Herzogs das verlassene Kloster unangetastet ließen, wurde die Abtei jedoch vom nachrückenden französischen Hilfskontingent unter Philippe de La Mothe-Houdancourt, trotz bischöflicher Proteste, auf das Schwerste geplündert und die zugehörigen Ländereien gebrandschatzt.
Nach dem Ende des Dreißigjährigen Krieges gingen die folgenden bewaffneten Auseinandersetzungen des Devolutionskrieges relativ spurlos am Kloster vorüber und zusammen mit der Franche-Comté gelangte Saint-Claude mit dem Frieden von Nimwegen im Jahr 1678 an Frankreich.
Unter dem Abbiat von Louis de Bourbon-Condé wurde das Kloster 1742 in ein weltliches Kanonikerstift umgewandelt. Die verbliebenen 20 Mönche behielten ihre Rechte und Privilegien als Klosterpfründe, vier von ihnen bildeten mit Propst, Kantor, Kanzler und Schatzmeister die Führung der Abtei. Da die Pläne des hochadligen Abtes auf den erbitterten Widerstand des kirchenrechtlich für das Kloster verantwortlichen Erzbischofs von Lyon, François-Paul de Neufville de Villeroy, stießen, erwirkte der Abt dank seiner hervorragenden politischen Verbindungen bei Papst Benedikt XIV. eine Abtrennung des Klosters vom Erzbistum Lyon und die nachfolgende Auflösung sowie Umwandlung der Abtei in das neue Bistum Saint-Claude.